# 와일드 빌 히콕

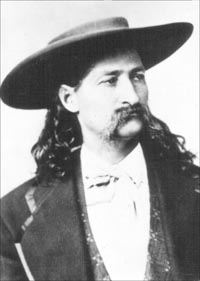
와일드 빌 히콕

제임스 버틀러 히콕(영어: James Butler Hickok, 1837년 5월 27일 ~ 1876년 8월 2일)은 와일드 빌 히콕(영어: Wild Bill Hickok)이라는 애칭으로 잘 알려진 미국 서부 개척 시대의 총잡이이자 북군의 군인이다.
개척지에서 군인, 정찰병, 보안관, 소도둑, 총잡이, 도박꾼, 쇼맨, 배우로 활동했으며 유명한 총격전에도 많이 참여한 것으로 알려진 미국 옛 서부의 민속 영웅이었다. 그는 자신의 시대에 많은 악명을 얻었으며, 그 중 대부분은 그가 자신에 대해 말한 많은 기이하고 종종 조작된 이야기에 의해 강화되었다. 그의 공적에 대한 동시대 보고 중 일부는 허구로 알려져 있지만 이는 그의 명성과 평판의 상당 부분의 기초로 남아 있다.
히콕은 "초원의 반디티"의 영향으로 무법과 자경단 활동이 만연하던 시기에 일리노이 북부의 한 농장에서 태어나고 자랐다. 이러한 무법한 생활방식에 이끌린 그는 18세에 서부로 향하여 정의의 도망자로 일했으며, 역마차 운전사로 일했고 나중에는 캔자스와 네브래스카의 국경 지역에서 보안관으로 일했다. 그는 미국 남북전쟁 동안 연합군을 위해 싸우고 스파이 활동을 했으며, 전쟁이 끝난 후 정찰병, 명사수, 배우, 전문 도박꾼으로 알려졌다. 그는 일생 동안 몇 차례 주목할만한 총격전에 연루되었다.
1876년, 히콕은 다코타 준주 데드우드(현재의 사우스다코타주)에 있는 술집에서 포커를 하던 중 실패한 도박꾼인 잭 맥콜에 의해 총에 맞아 사망했다. 그가 죽을 때 쥐고 있었던 것으로 추정되는 카드 패는 죽은 사람의 패(블랙 에이스와 8)로 알려졌다.
히콕은 개척 역사에서 인기 있는 인물로 남아 있다. 많은 유적지와 기념물이 그의 삶을 기념하고 있으며, 그는 문학, 영화, TV에서 여러 번 묘사되었다. 그의 행동에 대한 역사적 설명은 종종 논란의 여지가 있지만 그는 주로 주인공으로 묘사되며 그의 경력의 대부분은 그 자신과 현대 신화 제작자에 의해 과장된 것으로 알려져 있다. 히콕은 평생 동안 이름이 있거나 이름이 없는 수많은 총잡이를 죽였다고 주장했지만 총잡이로서의 그의 경력은 1861년부터 1871년까지만 지속되었다. 히콕의 전기 작가이자 와일드 빌에 대한 최고의 권위자인 조셉 G. 로사에 따르면 히콕은 총격전을 벌이는 남자들 6~7명만 죽였다.